# Hano
Se procura o navegador cartaginês, veja Hanão.
"Hano" (em português: "Ana") foi a canção que representou a Bósnia e Herzegovina no Festival Eurovisão da Canção 2001 que se disputou em Copenhaga em 12 de maio desse ano.
A referida canção foi interpretada em bósnio e em inglês por Nino Pršeš. Foi a terceira canção a ser cantada na noite do festival, a seguir à canção da Islândia "Angel" e antes da canção da Noruega "On My Own, interpretada por  Haldor Lægreid. A canção da Bósnia e Herzegovina terminou em 14.º lugar (entre 23 participantes), tendo recebido um total de 29 pontos. o ano seguinte, em 2002 "Na jastuku za dvoje", interpretada por Maja Tatić

## Autores
- Letrista: Nino Pršeš
- Compositor: Nino Pršeš

## Letra
A canção é uma canção de amor dirigida à titular "Hano" com o cantor pedindo-lhe que a deixe amar.